# Casa Solanes
La Casa Solanes és un edifici del municipi de Figueres (Alt Empordà) que forma part de l'Inventari del Patrimoni Arquitectònic de Catalunya.

## Descripció
Edifici situat al costat de la Clínica Santa Creu. Conjunt de dos cases adossades entre mitgeres de planta baixa. Són dues cases bessones unides. Alternen el portal d'entrada i la finestra, ambdues obertures emmarcades per semipilastres en relleu amb fust imitant carreus. Totes les obertures estan emmarcades per una motllura amb perfil d'imitació d'una mènsula i un arc de mig punt amb dues flors al costat. A la part superior, sota la cornisa, trobem forats de ventilació. La cornisa amb baranes amb balustrada tripartida a cada casa, i amb un cos central amb decoració floral. La coberta és per terrassa.